# Ludlowmassakern
Ludlowmassakern genomfördes av Colorados nationalgarde och vakter utplacerade av Colorado Fuel & Iron Company mot 1 200 strejkande kolgruvearbetare och deras familjer i Ludlow, Colorado den 20 april 1914. Massakern ledde till att 19-25 människor dödades. Strejken genomfördes av United Mine Workers of America, och massakern genomfördes efter strid där strejkande arbetare slogs mot vakter och milis. De största inblandade företagen var Rockefeller-ägda Colorado Fuel & Iron Company (CF&I), Rocky Mountain Fuel Company (RMF), och Victor-American Fuel Company (VAF). 
Ludlow, 12 engelska mil (19 kilometer) nordväst om Trinidad, Colorado, blev sedan en spökstad.

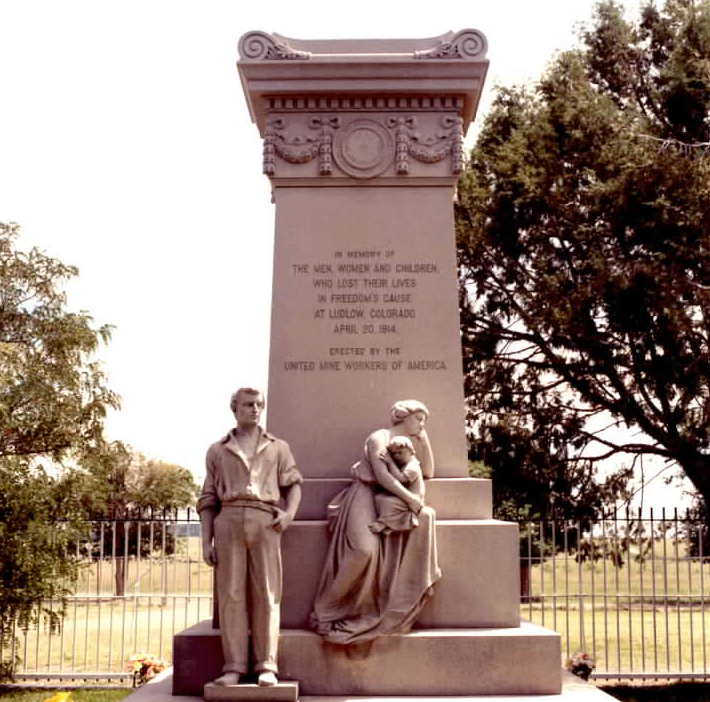
Ludlowmonumentet

Platsen för massakern övergick 1916 i UMWA:s ägor, och ett monument restes några år senare till minne av de dödade. Ludlow Tent Colony Site fick utmärkelsen National Historic Landmark den 16 januari, och invigdes den 28 juni 2009.  Moderna arkeologiska utgrävningar stödjer i stora drag arbetarnas bild av händelsen.